# El caballo del malo
El caballo del malo (más lento que...) es una expresión que se usa para quejarse de la lentitud con la que algo se mueve o se desarrolla. El origen de la expresión se sitúa en la época en que se rodaban películas del oeste en España. Durante las escenas de persecuciones de caballos los miembros españoles del rodaje comentaban que el caballo del bueno siempre lograba alcanzar al de los malos, algo que resulta contraintuitivo y una forma de deus ex machina, ya que la velocidad de un caballo no debería depender de la moralidad de la persona que lo monta.